# Cherte de Rhynie

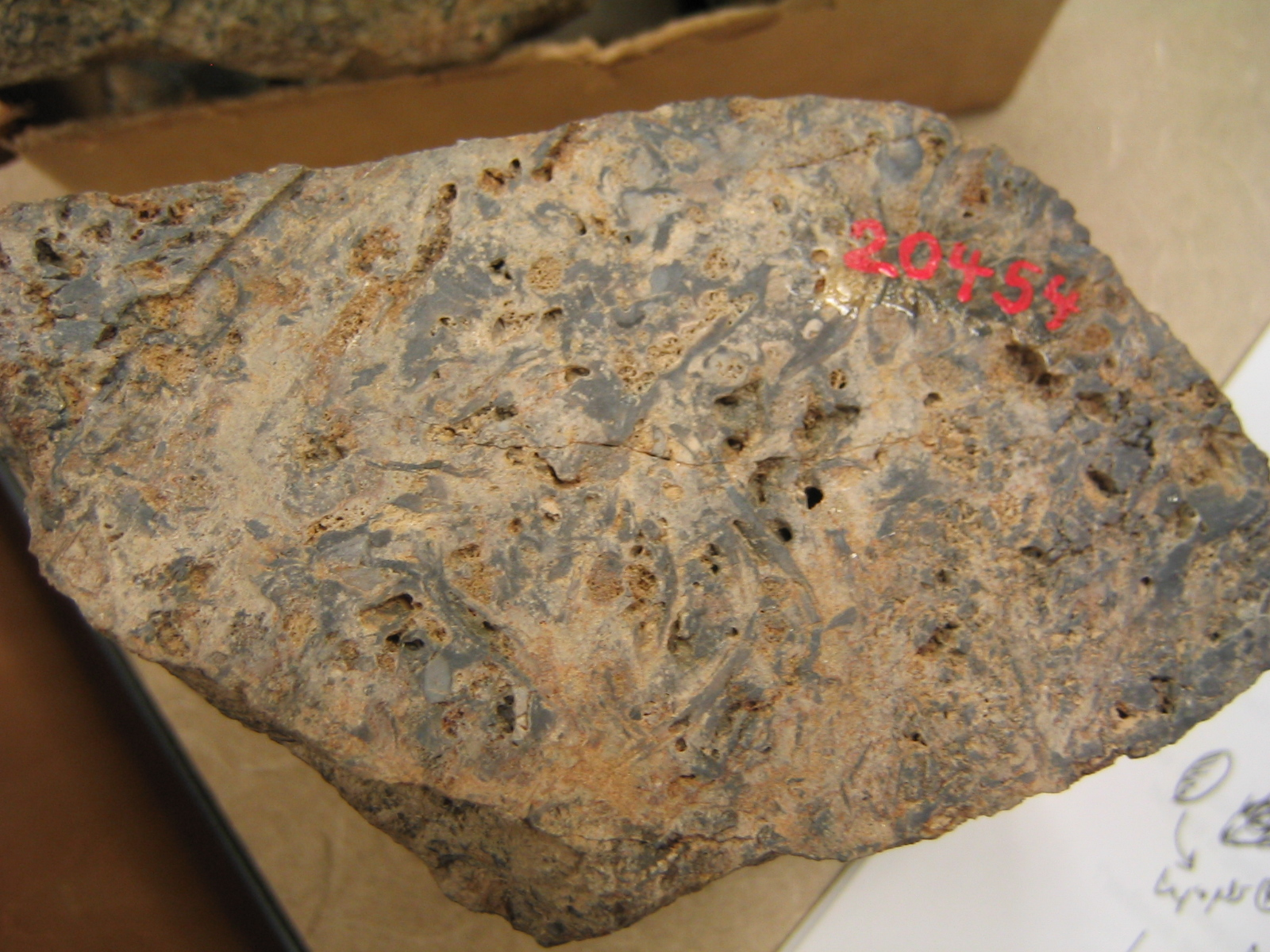
Amostra de material fóssil do Cherte de Rhynie, da localidade de Rhynie, Aberdeenshire, Escócia.

Cherte de Rhynie  é uma formação geológica e importante jazida paleontológica datada do princípio do período Devónico, com aproximadamente 410 milhões de anos, localizada nos arredores da cidade escocesa de Rhynie.

## Fósseis encontrados
Fóssil da espécie de planta Nothia aphylla foram encontradas neste cherte.

Essa formação geológica também apresenta fósseis de artrópodes, cianobactérias, amebozoários e diversos grupos de fungos.

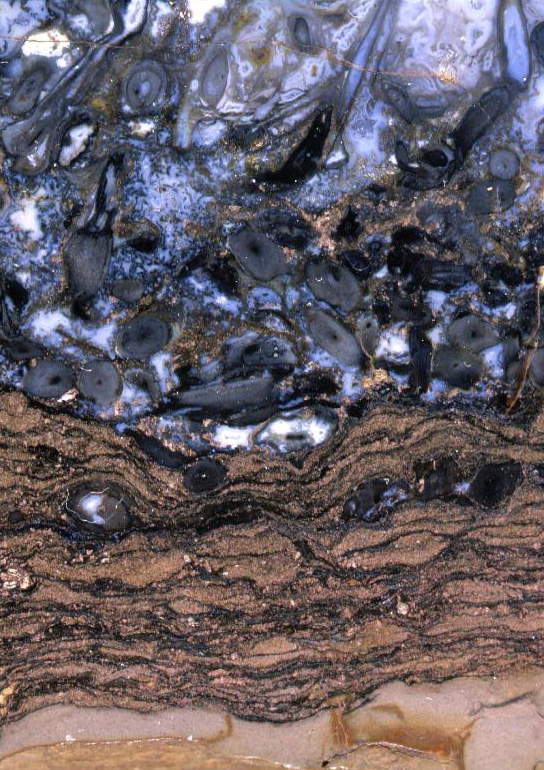
Superfície cortada de um leito do Cherte de Rhynie